# Sırxavänd
Sırxavänd (azerbajdzjanska: Sırxavənd, armeniska: Սրխավենդ, Srkhavend, azerbajdzjanska: Srxavənd, armeniska: Srkhavand, Սրխավանդ, Nor Ghazanch’i, Նոր Ղազանչի) är en ort i Azerbajdzjan.   Den ligger i distriktet Ağdam, i den centrala delen av landet, 270 km väster om huvudstaden Baku. Syrkhavend ligger 830 meter över havet och antalet invånare är 177.